# David Seaman
David Andrew Seaman (Rotherham, 19 de septiembre de 1963) es un exfutbolista inglés, que ocupaba la posición de guardameta. Tuvo un notable paso por el Arsenal F. C. y terminó su carrera profesional en el Manchester City el 13 de enero de 2004, a causa de una lesión grave en el hombro.
En Inglaterra es considerado como uno de los mejores porteros de todos los tiempos por su desempeño, tanto en el Arsenal FC como en la selección de su país. Durante su periodo en el Arsenal FC ganó 3 veces la Premier League (1991, 1998, 2002), 4 veces la Copa de Inglaterra (1993, 1998, 2002, 2003), la Copa de la Liga Inglesa en 1993 y la Recopa de Europa en 1994. Como portero de la selección de Inglaterra participó en dos copas del mundo (1998 y 2002) y en dos Eurocopas (1996 y 2000). Fue 75 veces internacional.
El 21 de junio de 2012 el Wembley FC de la novena división inglesa fichó a Seaman, junto con otras estrellas retiradas del fútbol, y estuvo habilitado para jugar la FA Cup 2012-2013.

## Biografía

### Comienzos de su carrera
David Seaman comenzó su carrera en el Leeds United FC, club del cual era seguidor desde joven. Eddie Gray, mánager del Leeds en ese entonces (quien fue su jugador favorito) lo rechazó por su bajo nivel, razón por la cual emigró al Peterborough United por £4,000 en agosto de 1982. Fue allí donde su nombre comenzó a ser conocido.
Dos años después, en octubre de 1984, el club se va segunda división de Inglaterra Birmingham City pago £100.000 por sus servicios. Allí terminó ganando el ascenso a la Primera División, pero al año siguiente el equipo vuelve a descender, aunque el no se quedó en el equipo.
En agosto de 1986 fue transferido al Queens Park Rangers por £225.000. Debido a su buen rendimiento en el equipo fue convocado por primera vez al seleccionado de su país en un partido amistoso ante Arabia Saudita en noviembre de 1988, dirigido Bobby Robson. En 1990 el portero fichó por el Arsenal FC. El club era dirigido por Bob Wilson, quien había trabajado con él por más de una década.

### Arsenal (1990-1996)
A fines de 1989, el Arsenal FC (que había ganado la Premier League en 1989) decidió contratarlo para la siguiente temporada, la oferta del club incluía al portero del equipo John Lukic, quien no quería abandonar el equipo. Debido a esto el pase no pudo efectuarse. Al final de la temporada 1989/90, el Arsenal FC, dirigido por George Graham, finalmente fichó al portero. El acuerdo entre el Arsenal FC y el Queens Park Rangers finalizó en £1.3 millones (cifra récord para un portero en Inglaterra) más el pase del portero John Lukic, quien luego se uniría al Leeds United FC.
Luego de debutar como portero del Arsenal FC, Seaman fue convocado por Bobby Robson para ser el portero suplente del seleccionado de Inglaterra, detrás de Peter Shilton para el Mundial de 1990, pero al llegar a Italia sufrió una lesión y quedó fuera del equipo.
Los hinchas del Arsenal tenían grandes expectativas sobre Seaman, por la gran suma de dinero pagada para su contratación y por la salida de John Lukic. Bob Wilson, entrenador del Arsenal FC tenía gran fe su talento como portero, y le dio a Seaman el chaleco que usó en cada partido de las temporadas 1970/71. Seaman usó el chaleco debajo de camiseta durante toda su carrera en el Arsenal.
El Arsenal tuvo uno de los periodos más prósperos de su historia. En su primera temporada como portero del Arsenal FC, Seaman recibió solo 18 goles en 38 partidos jugados, lo que le valió en 1992 la convocatoria del entrenador de la selección inglesa, Graham Taylor, para jugar la Eurocopa, junto con Chris Woods y Nigel Martyn.
En 1993 el Arsenal ganó la Copa de Inglaterra y un año más tarde lograría su primer título internacional con el Arsenal: La Recopa de Europa. Por otra parte el entrenador del seleccionado Inglés, Graham Taylor, es reemplazado en su cargo por Terry Venables ya que no pudo lograr la clasificación para la Copa Mundial de Fútbol de 1994. Venables fue quien puso a Seaman como portero titular de la selección de Inglaterra, posición que mantuvo hasta el año 2002.
En 1995 el Arsenal estuvo cerca de ser el primer club en ganar 2 veces seguidas la Recopa, pero perdió en la final con un gol tras un grave fallo suyo en tiempo-extra ante el Real Zaragoza. En 1996 llevó a Inglaterra a la Eurocopa de ese mismo año, quedando eliminada en semifinales.

### Arsenal (1996-2003)
En 1996 Arsène Wenger se convierte en el nuevo entrenador del Arsenal, y en 1998 gana la Premier League, la Copa de Inglaterra y un lugar en la selección inglesa para la Copa Mundial de Fútbol de 1998, dirigida ahora por Glenn Hoddle. La selección de Inglaterra queda eliminada de la competición tras caer ante Argentina por penales, luego de empatar 2-2 en el tiempo reglamentario.
En la temporada 1998/99, Seaman jugó todos los partidos (38) recibiendo solo 17 goles, un récord que aún no ha sido superado, pero la temporada1999/2000 fue la peor de Seaman en el club, ya que sufrió muchas lesiones y no estuvo al 100% de sus condiciones, de todas formas jugó frente al Galatasaray la final de la Copa UEFA del año 2000, donde tras empatar 0-0 el equipo turco venció al Arsenal en los tiros desde los doce pasos. También jugó la Eurocopa 2000 para la selección inglesa, quien no pudo pasar la primera ronda.
En el 2002, Seaman vuelve a ganar Premier League y la Copa de Inglaterra, también los otros portero del Arsenal FC, Stuart Taylor y Richard Wright ganan otras medallas durante las ausencias de Seaman por las frecuentes lesiones. Formó parte del seleccionado Inglés en la Copa Mundial de Fútbol de 2002, dirigido por Sven-Göran Eriksson, y jugó todos los partidos de su selección que cayó en cuartos de final ante Brasil y fue duramente criticado por los medios ingleses por sus errores y su falta de movilidad en el arco. En la temporada 2002/03 empezó a perder la titularidad en el Arsenal, por las cada vez más frecuentes lesiones que sufría, siendo reemplazado por el portero alemán Jens Lehmann, aunque cada vez que se recuperaba de una lesión volvía a la titularidad del equipo. David Seaman sigue siendo hasta el día de hoy el portero con más partidos jugados en la historia del Arsenal con más de 350 apariciones.

### Final de su carrera y posterior retorno
En una transferencia libre, Seaman emigra al Manchester City, aunque su carrera no duraría mucho más, ya que vuelve a sufrir una lesión, esta vez en uno de sus hombros, obligándolo a anunciar inmediatamente su retiro del campo de juego el 13 de enero de 2004 a los 40 años. Su último acto en el Manchester City fue ayudar al entrenador Kevin Keegan a encontrar a su remplazante en el equipo, quien sería también el mismo que lo remplazó en la selección inglesa, cuando se retira del seleccionado inglés en 2002: el portero David James.
En 2012 volvió al fútbol para incorporarse al Wembley FC junto con varias figuras de antaño que se incorporaron con el objetivo de disputar la FA Cup.

## Clubes
| Club                | País       | Año       | Partidos | Goles |
| Peterborough United | Inglaterra | 1982-1984 | 91       | 0     |
| Birmingham City     | Inglaterra | 1984-1986 | 75       | 0     |
| Queens Park Rangers | Inglaterra | 1986-1990 | 141      | 0     |
| Arsenal FC          | Inglaterra | 1990-2003 | 405      | 0     |
| Manchester City     | Inglaterra | 2003-2004 | 19       | 0     |

## Palmarés

### Como jugador

#### Títulos nacionales
| Título            | Equipo     | País       | Año     |
| ----------------- | ---------- | ---------- | ------- |
| FL First Division | Arsenal FC | Inglaterra | 1990-91 |
| Charity Shield    | Arsenal FC | Inglaterra | 1991    |
| Copa de la Liga   | Arsenal FC | Inglaterra | 1992-93 |
| FA Cup            | Arsenal FC | Inglaterra | 1992-93 |
| Premier League    | Arsenal FC | Inglaterra | 1997-98 |
| FA Cup            | Arsenal FC | Inglaterra | 1997-98 |
| Charity Shield    | Arsenal FC | Inglaterra | 1998    |
| Premier League    | Arsenal FC | Inglaterra | 2001-02 |
| FA Cup            | Arsenal FC | Inglaterra | 2001-02 |
| Community Shield  | Arsenal FC | Inglaterra | 2002    |
| FA Cup            | Arsenal FC | Inglaterra | 2002-03 |

#### Títulos internacionales
| Título                      | Club       | Sede       | Año     |
| --------------------------- | ---------- | ---------- | ------- |
| Recopa de Europa de la UEFA | Arsenal FC | Copenhague | 1993-94 |